# 山県昌次
山県 昌次（やまがた まさつぐ）は、戦国時代から安土桃山時代にかけての武将。甲斐武田氏の家臣。『寛永諸家系図伝』では実名を「守光」としているが、通字を「守」としている点から誤伝であることが指摘される。

## 略歴
三枝虎吉の末子として誕生。
三枝氏の出自であるが、父・虎吉や兄・昌貞と同様に武田家の譜代家老・山県昌景から山県姓を与えられる。天正3年（1575年）5月21日の長篠の戦いでは山県昌景が戦死しており、『寛永伝』によれば昌次も討死したという、享年26。
高野山の『武田御日坏帳ニ番』によれば天正4年（1576年）10月18日に高野山において供養が営まれた。同史料では「昌次」の実名が判明し、甲府の広小路に兄・昌貞とは別の屋敷を構えていたことが判明する。